# إينغفار لارس هيل
إينغفار لارس هيل هو محامي وسياسي نرويجي، ولد في 12 أبريل 1933 في لارفيك في النرويج، وتوفي في 14 مايو 2003 في ستافانغر في النرويج. نشط حزبياً في الحزب الليبرالي (1972 – 1972).

## مناصب
- انتخب زعيم حزب Liberal People's Party (Norway, 1972) [الإنجليزية]‏ (1978 – 1980).
- انتخب عضو برلمان النرويج  [لغات أخرى]‏ عن دائرة Rogaland (Storting constituency) [الإنجليزية]‏ وقد انضم خلال فترته النيابية ‏ (9 ديسمبر 1972 – 30 سبتمبر 1973) للكتلة البرلمانية Liberal People's Party (Norway, 1972) [الإنجليزية]‏.
- انتخب مدير المدرسة.
- انتخب عضو برلمان النرويج  [لغات أخرى]‏ عن دائرة Rogaland (Storting constituency) [الإنجليزية]‏ وقد انضم خلال فترته النيابية ‏ (1 أكتوبر 1969 – 9 ديسمبر 1972) للكتلة البرلمانية الحزب الليبرالي.